# Mijaíl Rybálchenko
Mijaíl Ivánovich Rybálchenko (Odessa, Ucrania, 1910 - 1994), más conocido como Mijaíl Rybálchenko, fue un ciclista soviético de la década de 1930. Competía en ciclismo en ruta y en pista. En 1937 venció el Tour de Ucrania y la primera edición del Tour de la Unión Soviética. En 1938 se coronó como campeón en ruta de la Unión Soviética.